# Cimetière Hajongard
Cimitirul Hajongard (officiellement Cimitirul Central, Házsongárdi temető en hongrois, Hasengarten en allemand) est un cimetière situé à Cluj-Napoca, en Roumanie.

## Personnalités y reposant
- János Apáczai Csere (†1659), écrivain et philosophe hongrois.
- Miklós Kis (†1702), fondeur de caractères typographiques (Schriftgießer), typographe, graveur et imprimeur hongrois.
- baron Sámuel Jósika (hu) (†1860), Chancellier de la Cour de Transylvanie (hu).
- baron Miklós Jósika (†1865), romancier hongrois.
- comte Imre Mikó (†1876), homme politique, gouverneur de Transylvanie.
- baron Lajos Jósika (hu) (†1891), conseiller royal et maître d'escrime hongrois.
- Sámuel Brassai (†1897), écrivain, scientifique, membre de l'Académie hongroise des sciences.
- comte Géza Kuun (†1905), linguiste, philologue et orientaliste hongrois.
- baron Sámuel Jósika (†1923), homme politique hongrois.
- Georges Dima (†1925) compositeur, chef d'orchestre et pédagogue roumain, membre honoraire de l’Académie roumaine.
- Joseph Hirschler (hu) (†1936), prélat, nonce apostolique et écrivain hongrois.
- Jenő Dsida (es) (†1938), poète hongrois.
- Sándor Reményik (†1941), poète hongrois.
- Emil Racoviță (†1947), scientifique roumain, explorateur antarctique et père de la biospéléologie.
- comte Miklós Bánffy (†1950), homme politique et écrivain hongrois.
- Iuliu Hațieganu (en) (†1959), médecin roumain, membre de l’Académie roumaine.
- Ion Agârbiceanu (†1963), prêtre grec-catholique, écrivain, journaliste, homme politique et théologien roumain, membre de l’Académie roumaine.
- Constantin Daicoviciu (†1973), historien et archéologue roumain.
- Károly Kós (†1977), architecte, écrivain, utopiste hongrois.
- Adrian Marino (†2005), essayiste, critique, historien et théoricien littéraire roumain, lauréat du Prix Herder en 1985.
- Doina Cornea (†2018), écrivaine et universitaire roumaine, militante des droits de l'homme et opposante à la dictature.

## Galerie

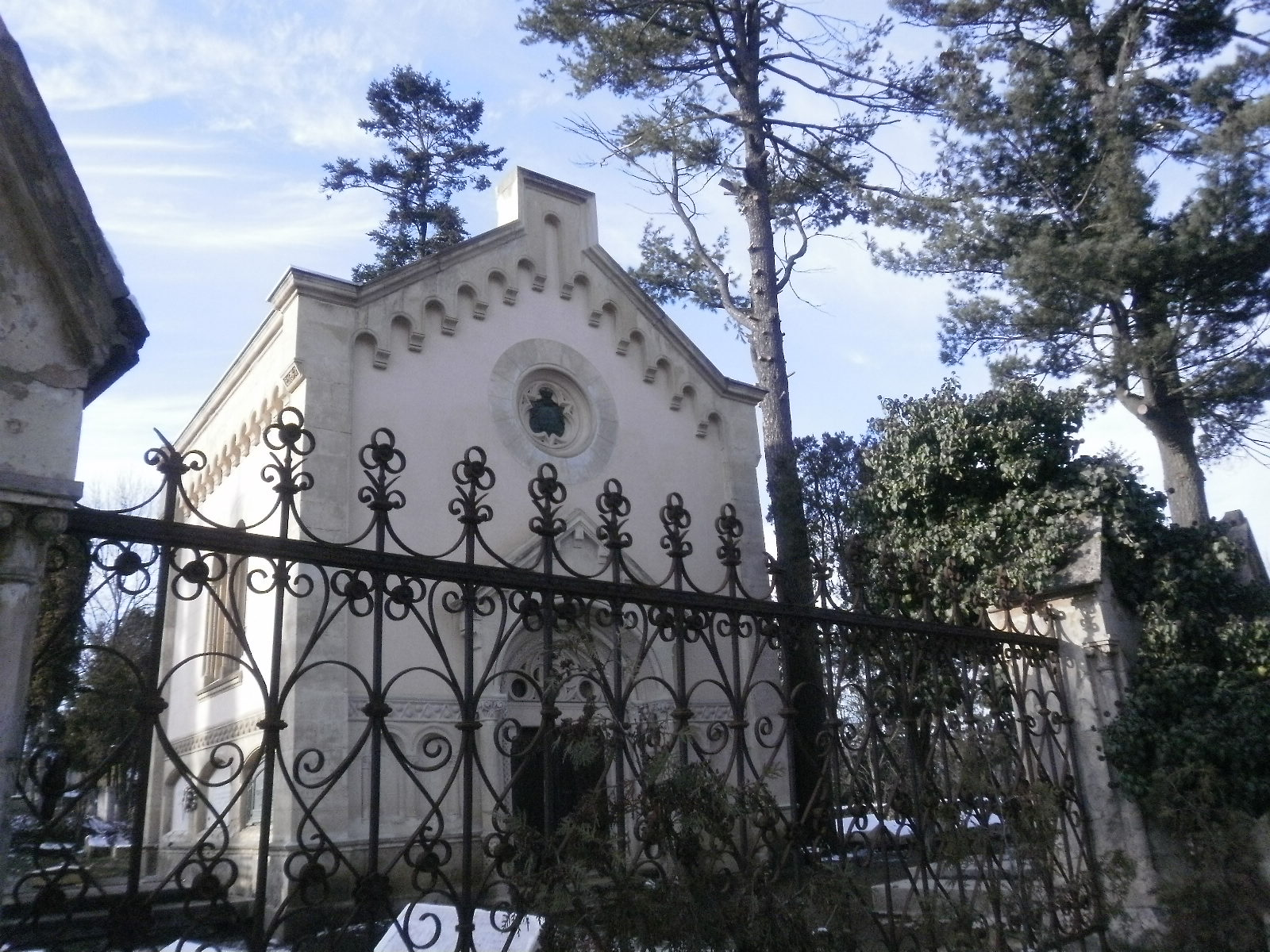
Chapelle de la famille Bethlen
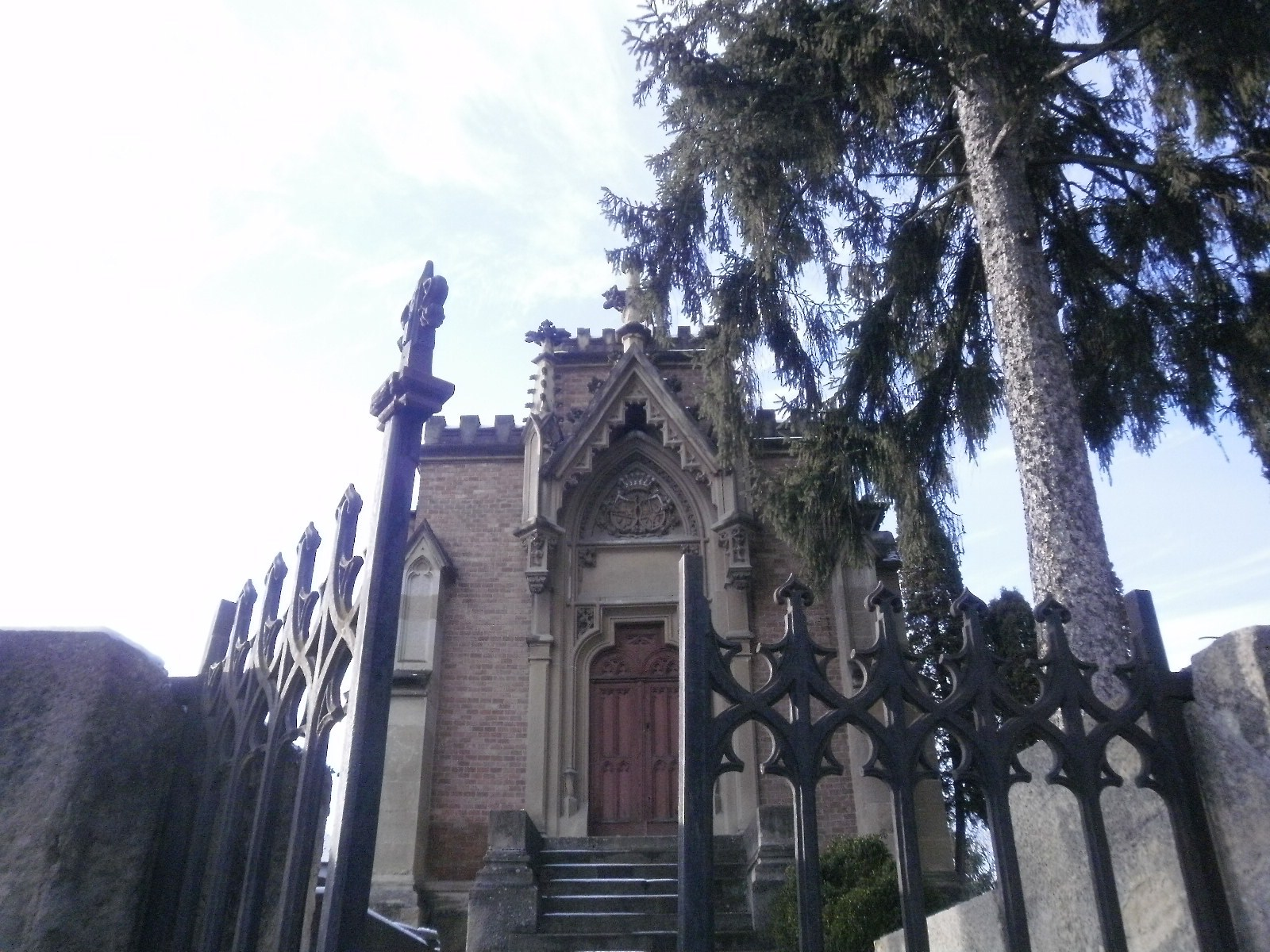
Chapelle néogothique de la famille Rhédey
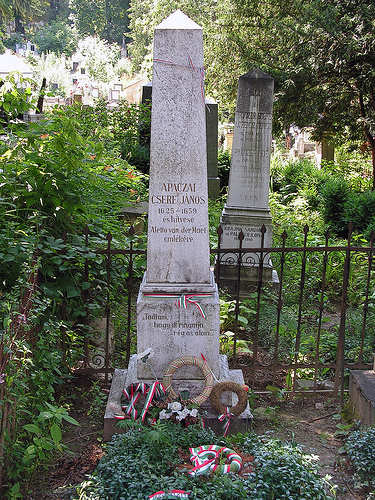
Tombe de János Apáczai Csere (†1659)
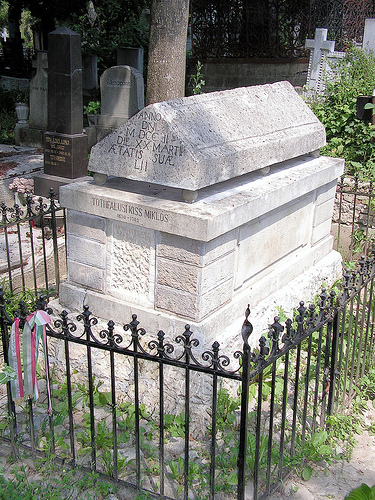
Tombe de Miklós Kis (†1702)
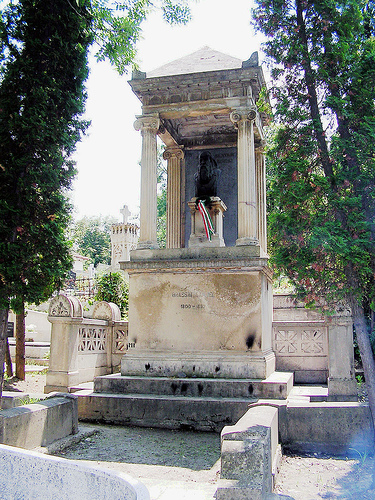
Tombe de Sámuel Brassai (†1897)
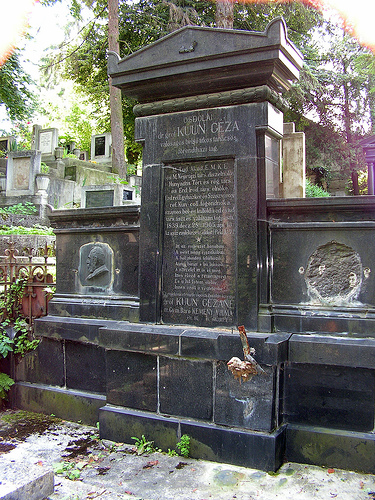
Tombe de Géza Kuun (†1905)
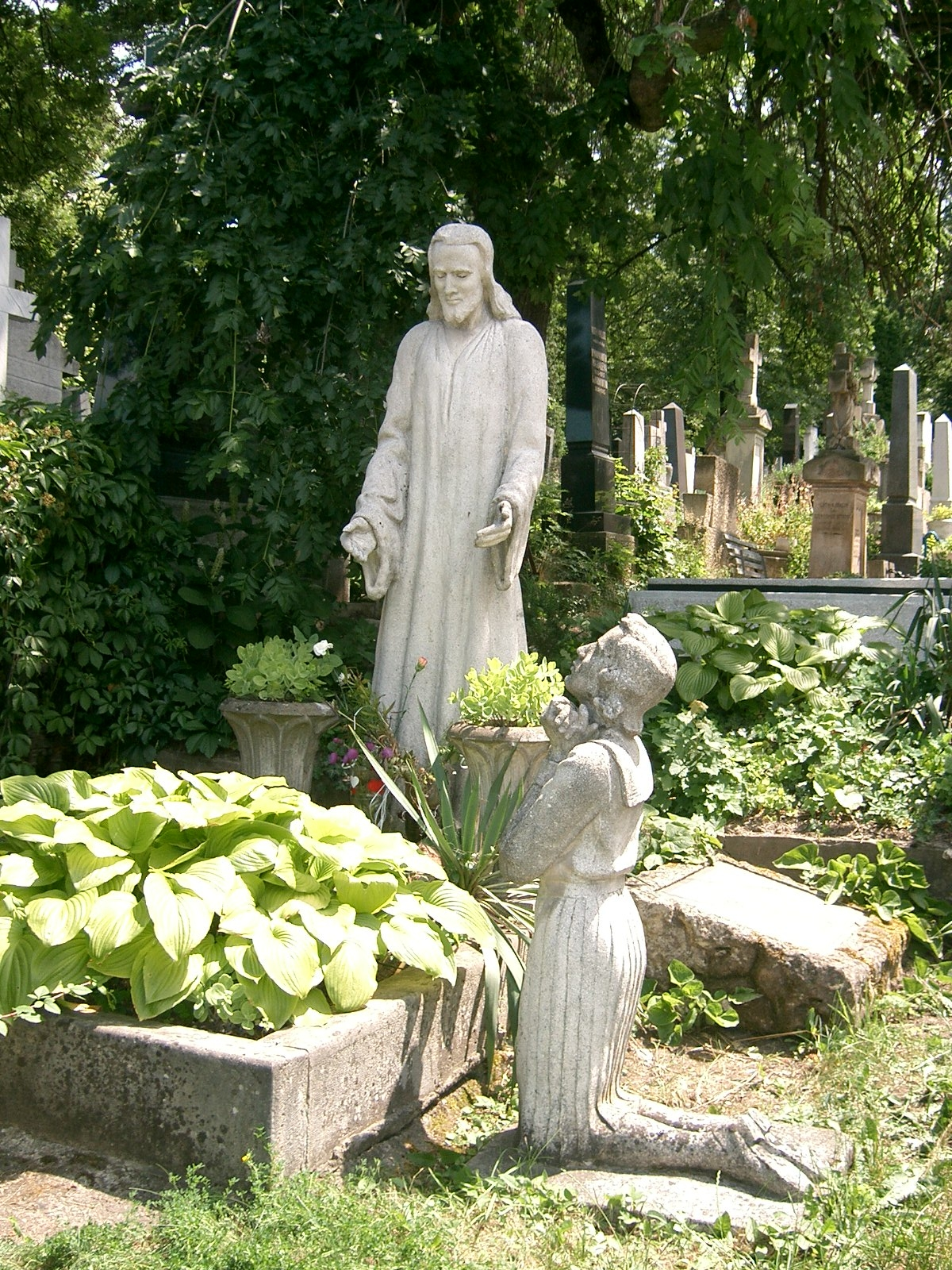
Tombe de Joseph Hirschler (†1936)
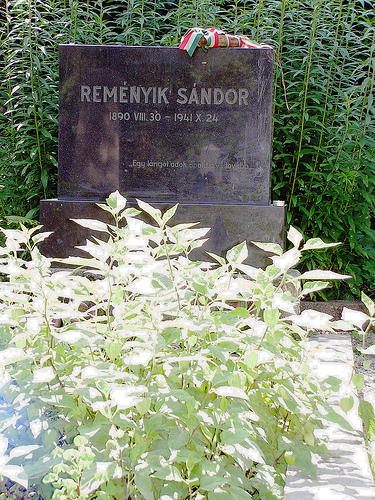
Tombe de Sándor Reményik (†1941)
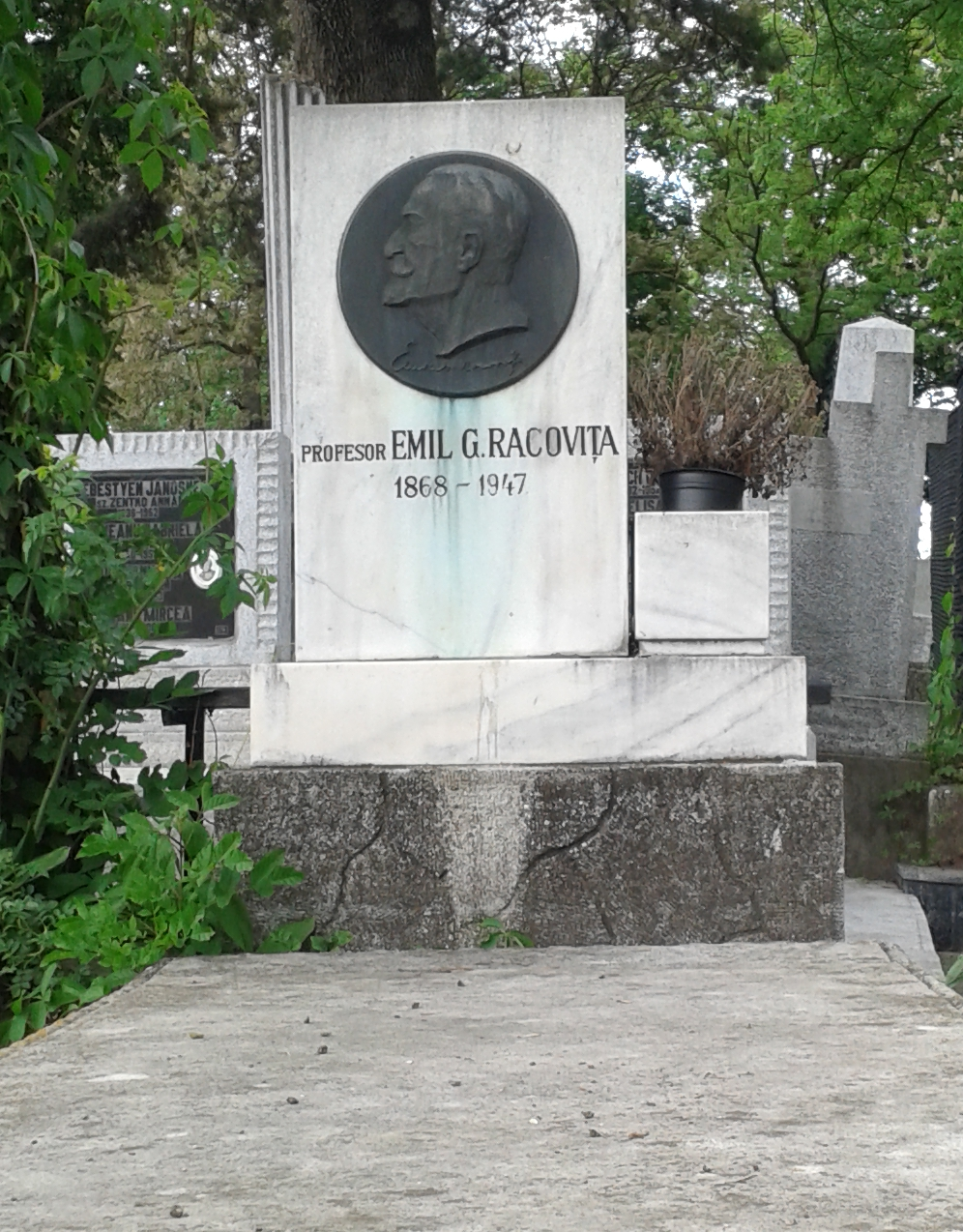
Tombe d'Emil Racoviță (†1947)